# Transistor (radiorreceptor)

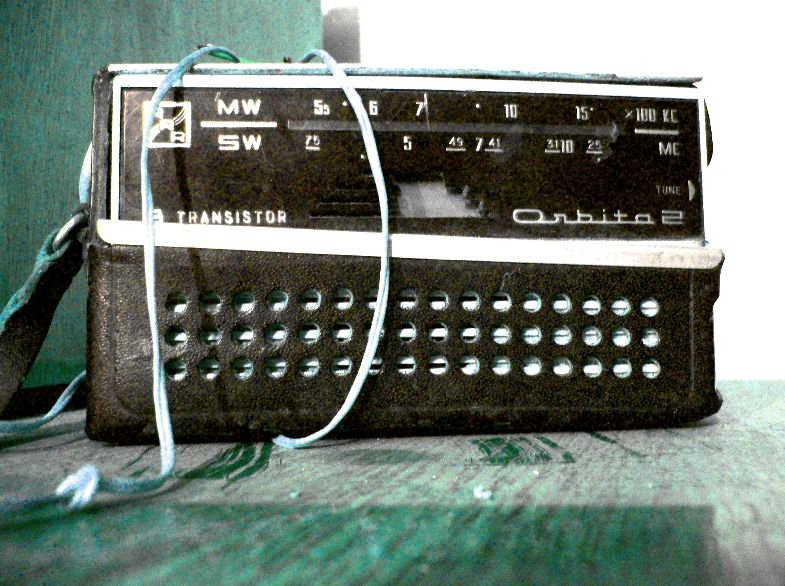
Radio a transistores.

Un transistor es un pequeño receptor de radio portátil que utiliza circuitos electrónicos a base de transistores. Luego del  desarrollo en 1954, de la invención del transistor en 1947, este tipo de radios se convirtieron en el dispositivo de comunicación más popular de su tiempo, cuya producción alcanzó cientos de millones durante las décadas de 1960 y 1970. Su reducido tamaño disparó un cambio en los hábitos de las personas al permitirles escuchar música y noticias donde quiera que fueran. A partir de comienzos de la década de 1980 las radios a transistores AM fueron superadas por dispositivos con mejor calidad de audio, reproductores portátiles de CD y reproductores personales de audio. 

## Antecedentes

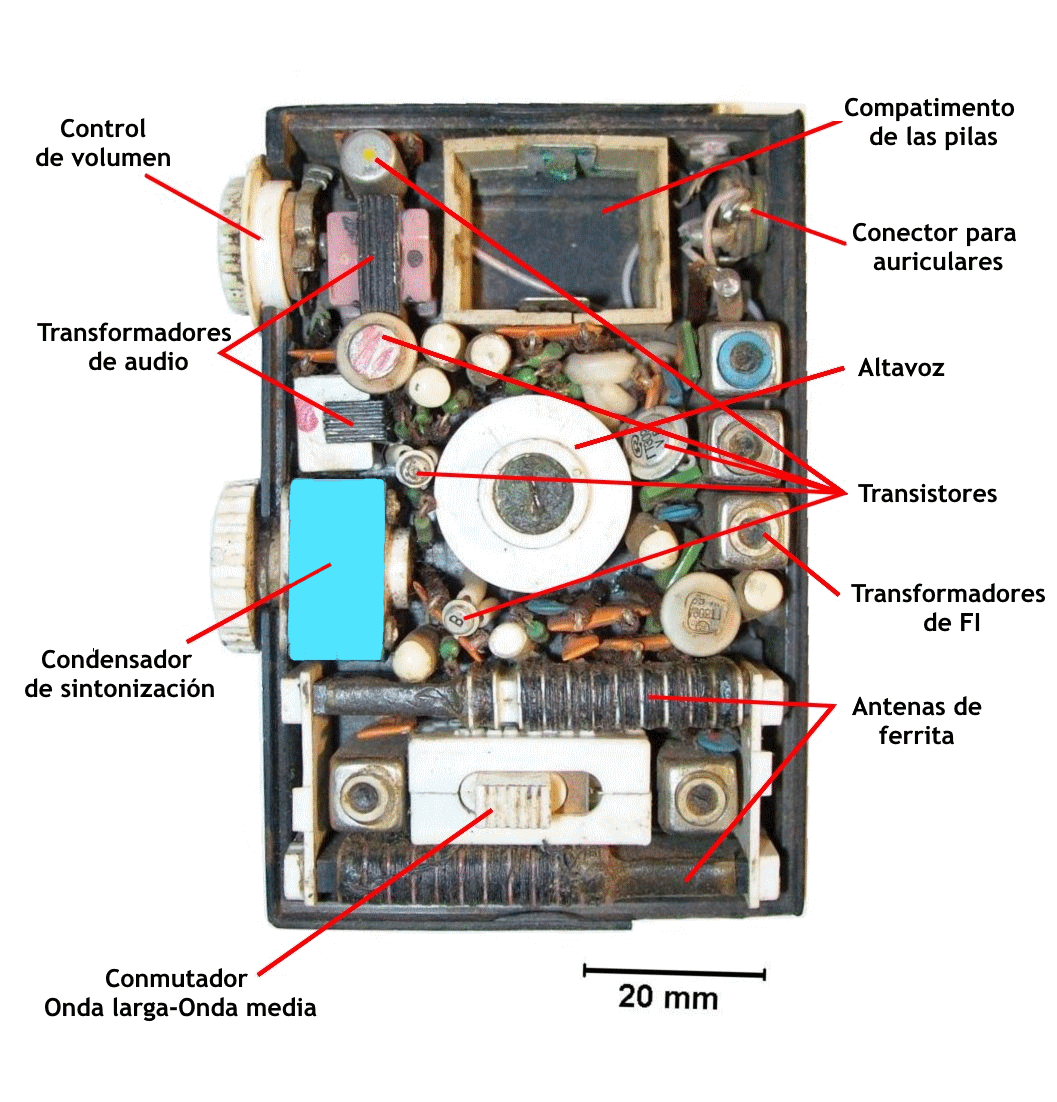
Vista de un aparato de radio portátil de finales de los 60 a los 70, con 7 transistores de germanio, que recibía bandas de onda larga y onda media (emisión AM)

Antes que se inventara el transistor, las radios utilizaban válvulas. Aunque se fabricaron radios portátiles a válvulas, las mismas eran voluminosas y pesadas a causa de las grandes baterías y transformadores necesarios para alimentar el gran consumo de potencia de las válvulas. Una excepción al peso y al alto consumo eléctrico, fueron los equipos militares, las radios a válvulas de aviones y de vehículos terrestres, que lograron cierta miniaturización.
El 25 de diciembre de 1947 en los Bell Laboratories se hizo funcionar el primer transistor. El equipo de científicos que desarrolló el amplificador de estado sólido en los Bell Laboratories estaba formado por William Shockley, Walter Houser Brattain, y John Bardeen. Luego de obtener una patente por el invento, la empresa brindó una conferencia de prensa el 30 de junio de 1948, en la cual se presentó un prototipo de radio transistor.
Existen numerosas empresas que reclaman el título de haber sido la primera en producir un radio transistor práctico, el cual a menudo es asignado de manera incorrecta a Sony (originalmente Tokyo Telecommunications Engineering Corporation). Texas Instruments había demostrado varias radios completamente transistorizadas AM (amplitud modulada) el 25 de mayo de 1954, pero su performance era muy inferior al de los modelos equivalentes a válvulas. Una radio transistorizada operativa fue demostrada en agosto de 1953 en la Feria de Radio de Düsseldorf por la empresa alemana Intermetall. La misma estaba construida a base de cuatro transistores fabricados a mano por Intermetall, basados en el transistor denominado  "Transistron" con juntura de Germanio que había sido inventado en 1948 por Herbert Mataré y Heinrich Welker. Sin embargo, tal como había sucedido con las unidades previas de Texas Instruments (entre otros) solo se construyeron prototipos; nunca entró en producción comercial. Hacia 1952 RCA había presentado un prototipo de un radio transistor y es probable que RCA y otros fabricantes de radios tuvieran planes para producir sus propios transistores, pero Texas Instruments y la División Regency de I.D.E.A., fueron los primeros en ofrecer un modelo comercial a partir de octubre de 1954.

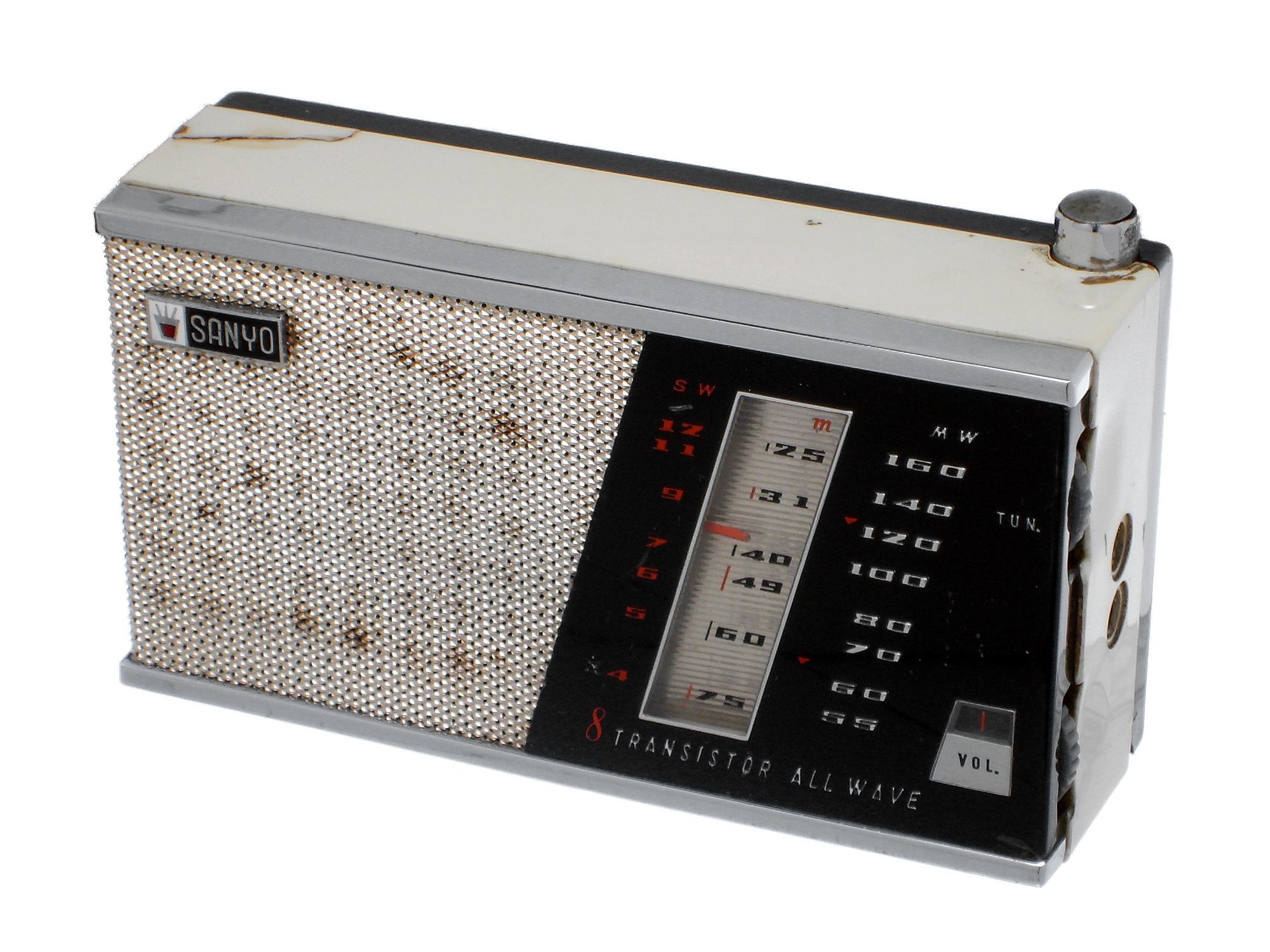
Transistores modelo 8S-P3 de Sanyo, el cual captaba bandas AM y de onda corta.